# George Winslow
George Winslow, detto Foghorn (Los Angeles, 3 maggio 1946 – Camp Meeker, 13 giugno 2015), è stato un attore statunitense, attivo come attore bambino tra il 1952 e il 1958.

## Biografia
George Wentzlaff nacque nel 1946 a Los Angeles.
Soprannominato "Foghorn" per la sua voce rauca, del tutto inaspettata in un bambino esile, dai capelli biondi e gli occhi blu, ottenne un immediato successo quando, intervistato alla radio a 5 anni da Art Linkletter nel suo programma People are Funny, alla domanda di quale fosse il suo nome rispose serissimo: "George Wentzlaff, ma io preferirei essere Casey Jones" (il riferimento è al celebre ingegnere e inventore americano al quale era dedicato un popolare programma per ragazzi). La battuta spontanea provocò l'ilarità del pubblico e del conduttore, il quale lo richiamò più volte a partecipare al programma. Nella conversazione, George manteneva sempre con naturalezza un atteggiamento solenne e distaccato da persona adulta, con pause di silenzio e sentenze lapidarie "alla Gary Cooper" con un effetto di comicità irresistibile.
Tra le tante persone che rimasero colpite dalla voce particolare del bambino e dalla sua naturale vena comica ci fu anche l'attore Cary Grant, che lo presentò al regista Norman Taurog. Con il nome di George Winslow, il bambino partecipò così a due film con Grant, C'è posto per tutti (1952) e Il magnifico scherzo (1952), per ottenere quindi un ruolo di protagonista in Senza madre (1952). Fu però una piccola parte nel film Gli uomini preferiscono le bionde (1953) a dargli notorietà internazionale. Nei panni di Henry Spofford III, giovane e precoce ammiratore di Marilyn Monroe, il bambino letteralmente ruba la scena con i suoi commenti, come quando in tutta serietà rileva che l'attrice emana un "certo magnetismo animale". I film successivi, nei quali si cercò di ricreare la magia di quel memorabile ed irripetibile incontro, includono Allegri esploratori (1953) con Clifton Webb e Edmund Gwenn, Artisti e modelle (1955) con Dean Martin e Jerry Lewis. Winslow partecipò anche ad alcuni episodi di serie televisive.
Quando raggiunse i 12 anni, quel contrasto curioso tra la voce e il suo aspetto era però svanito. Winslow si ritirò dalle scene senza recriminazioni: recitare in fondo non gli era mai veramente piaciuto.
Finiti gli studi, prestò servizio militare per quattro anni nella Marina americana durante la guerra del Vietnam. Negli anni Settanta si trasferì a Camp Meeker (California) dove lavorò nel locale servizio postale. Scapolo, condusse una vita riservata con i suoi adorati gatti e la passione per la fotografia. Morì nel sonno, nella sua casa, per un attacco cardiaco a 69 anni nel giugno 2015.

## Riconoscimenti
- Young Hollywood Hall of Fame, 1950's

## Filmografia

### Cinema
- C'è posto per tutti (Room for One More), regia di Norman Taurog (1952)
- Il magnifico scherzo (Monkey Business), regia di Howard Hawks (1952)
- Senza madre (My Pal Gus), regia di Robert Parrish (1952)
- Gli uomini preferiscono le bionde (Gentlemen Prefer Blondes), regia di Howard Hawks (1953)
- Allegri esploratori (Mister Scoutmaster), regia di Henry Levin (1953)
- The Rocket Man, regia di Oscar Rudolph (1954)
- Artisti e modelle (Artists and Models), regia di Frank Tashlin (1955)
- Rock, Pretty Baby, regia di Richard Bartlett (1956)
- Summer Love, regia di Charles F. Haas (1958)
- Eredità selvaggia (Wild Heritage), regia di Charles F. Haas (1958)

### Televisione
- Dear Phoebe - serie TV, un episodio (1954)
- The Adventures of Ozzie and Harriet - serie TV, 2 episodi (1955-1956)
- Dr. Hudson's Secret Journal - serie TV, un episodio (1957)
- Blondie - serie TV, un episodio (1957)